# Tribu Paiute-Xoixoni de Lone Pine
La Tribu Paiute-Xoixoni de Lone Pine és una tribu reconeguda federalment de les tribus ameríndies mono i timbisha vora Lone Pine al comtat d'Inyo, Califòrnia. Estan relacionats amb la Tribu Paiute Big Pine de la vall d'Owens. La seu tribal és a Lone Pine.

## Llengua
Els membres de la tribu Paiute-Xoixoni de Lone Pine parlen tradicionalment paiute del nord, una branca numic de la família lingüística uto-asteca (Timbisha és numic central i mono és numic occidental).

## Reserva Lone Pine
Els amerindis Paiute-Shoshone de la comunitat de Lone Pine són una tribu reconeguda federalment que resideix a la reserva índia Lone Pine al comtat d'Inyo, al centre-est de Califòrnia, a la vall d'Owens al cantó oriental de Sierra Nevada. La reserva té 237 acres (0,96 km²). Aproximadament 350 dels 1.400 membres registrats de la tribu viuen a la reserva. La reserva es va establir el 20 d'abril de 1939 després de la negociació d'intercanvi de terres entre el Departament de l'Interior dels Estats Units i la ciutat de Los Angeles. En 1990-1991, 168 dels 296 membres registrats vivien a la reserva.